# Dziewczyny z poprawczaka
Dziewczyny z poprawczaka (ang. Reform School Girls) – amerykański film młodzieżowy z 1986 roku, wyreżyserowany przez Toma DeSimone. W głównych rolach występują Linda Carol, Wendy O. Williams, Pat Ast, Sybil Danning i Sherri Stoner.  Film otrzymał negatywne recenzje krytyków.

## Fabuła
Film przedstawia historię młodej Jenny, która zostaje wysłana do zakładu poprawczego dla dziewcząt. Tam musi poradzić sobie z restrykcjami wyznaczonymi jej przez sadystycznej dyrektor i jej sekretarki. Musi także znieść krytykę Charlie, miejscowej przywódczyni osób znęcających się nad słabszymi.

## Soundtrack
Soundtrack do filmu został wydany w 1986 przez Rhino Records i zawiera cztery piosenki Wendy O. Williams, która występuje w filmie. Pozostałe utwory są wykonywane m.in. przez Girlschool, Ettę James czy Screamin' Sirens.

### Lista utworów
- Reform School Girls (Bobby Paine, Larson Paine) - Wendy O. Williams
- So Young, So Bad, So What (B. Paine, L. Paine) - Etta James
- Bad Girl (Jeff Loud, Rod Swenson, Wes Beech) - Wendy O. Williams
- Goin Wild (Swenson, Michael Ray) - Wendy O. Williams
- Nowhere to Run (Cris Bonacci, Jackie Bodimead, Kim McAuliffe) - Girlschool
- Love Slave (Pleasant Gehman, Rosie Flores) - Screamin' Sirens
- Crime of the Heart (Didi Stewart) - Girl's Night Out
- It's My Life (Gene Simmons, Paul Stanley) - Wendy O. Williams